# Dědkov (Heřmaničky)
Dědkov je malá vesnice, část obce Heřmaničky v okrese Benešov. Nachází se 3 km na severozápad od Heřmaniček. V roce 2009 zde bylo evidováno 17 adres.
Dědkov leží v katastrálním území Velké Heřmanice o výměře 5,9 km².

## Historie
První písemná zmínka o vesnici pochází z roku 1450.

## Památky
- Poblíž silnice 12138 z Křenoviček do Velkých Heřmanic se nachází udržovaná výklenková kaple.

## Další fotografie

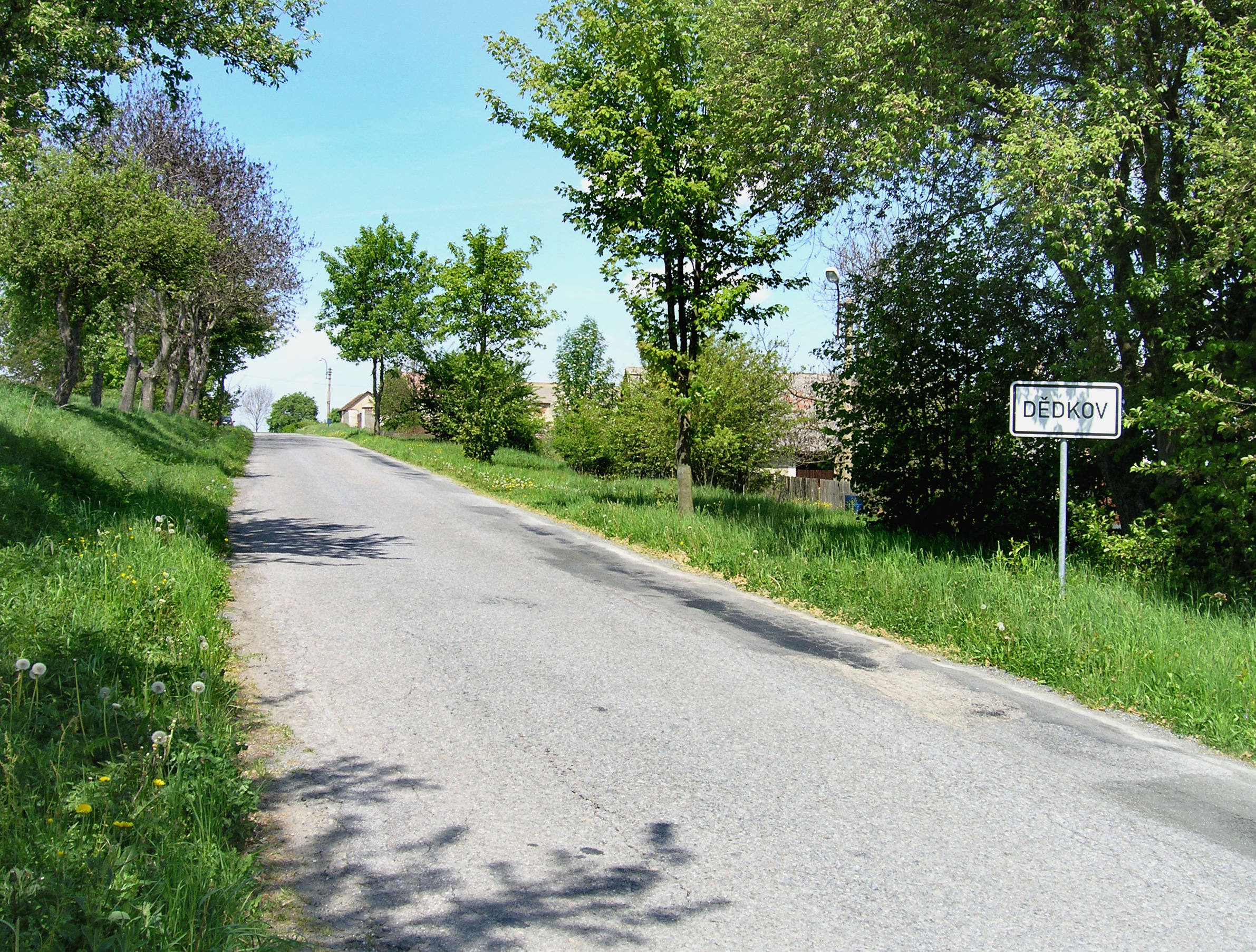
Příjezd od Heřmaniček
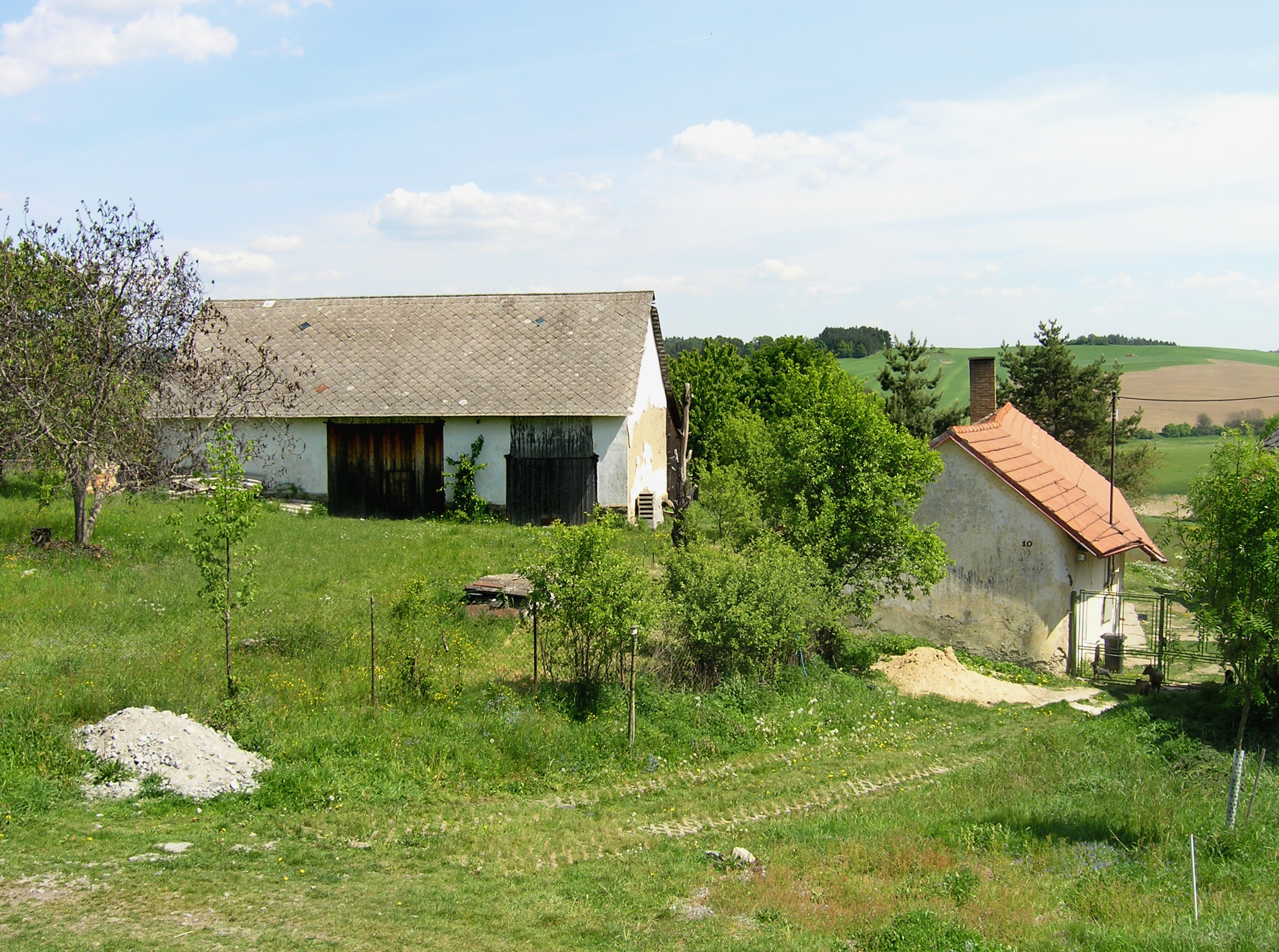
Chalupy v Dědkově
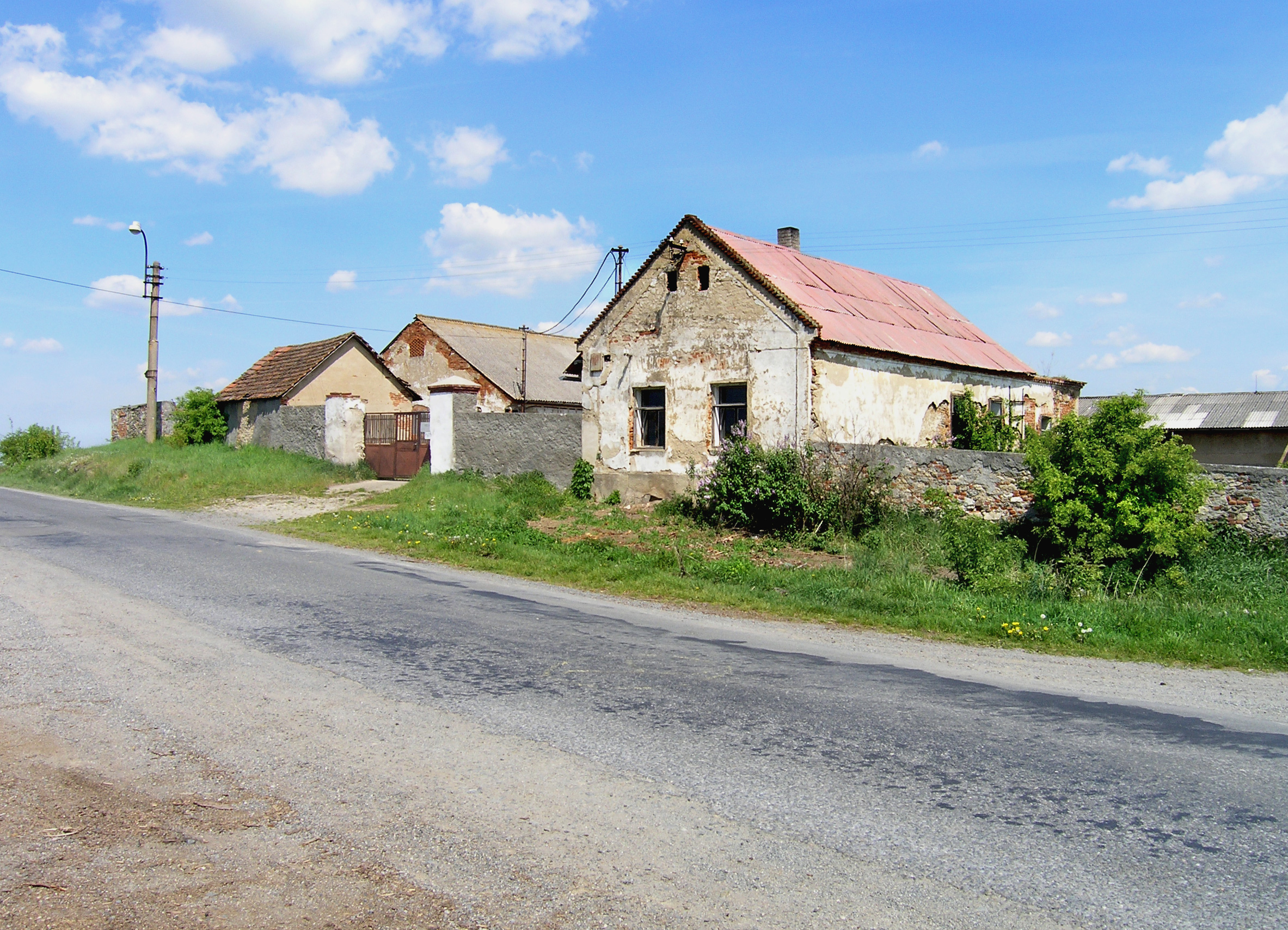
Rozpadající se stavení u silnice